# NGC 128
NGC 128 es una galaxia lenticular localizada en la constelación de Piscis. Está aproximadamente a 190 millones de años luz de la Tierra y tiene un diámetro de aproximadamente 165 000 años luz.

## Descubrimiento
NGC 128 fue descubierto por el astrónomo William Herschel el 25 de diciembre de 1790 usando un telescopio reflector con una apertura de 18,7 pulgadas. En el momento del descubrimiento, sus coordenadas se registraron como 00h 22m 05s, +87° 54.6′ -20.0″. Más tarde fue observado por John Herschel el 12 de octubre de 1827.

## Apariencia visual
La galaxia se describe como "bastante brillante", "muy pequeña" con un "centro más brillante". Tiene aproximadamente 165.000 años luz de diámetro y es alargada. La galaxia es famosa por su protuberancia en forma de cáscara de maní, y en 2016 se descubrió que hay dos estructuras anidadas, posiblemente asociadas con dos barras estelares.

## Información del grupo de galaxias
NGC 128 es el miembro más grande, y el homónimo del grupo NGC 128 que también incluye las galaxias NGC 127 y NGC 130. NGC 128 tiene un fuerte puente de mareas con NGC 127 y hay evidencia de interacción entre las tres galaxias en el grupo. NGC 128 tiene una notable forma de maní que probablemente sea causada por los efectos gravitacionales de las otras dos galaxias.

## Galería
|                             |
| Grupo NGC 128 con etiquetas |

|                             |
| Grupo NGC 128 sin etiquetas |